# Tony Leswick
Tony Joseph Leswick (né le 17 mars 1923 à Humboldt, dans la province de la Saskatchewan, au Canada — mort le 1er juillet 2001 à Coquitlam en Colombie-Britannique) est un joueur professionnel canadien de hockey sur glace qui évoluait au poste d'ailier gauche. Il remporte trois Coupes Stanley avec les Red Wings de Détroit au cours de sa carrière. Il est le frère des joueurs de hockey Jack et Pete Leswick. Il est aussi l'oncle du joueur de baseball de la MLB Lenny Dykstra.

## Biographie
Il commence sa carrière professionnelle en jouant avec les Barons de Cleveland de la Ligue américaine de hockey en 1942-1943 puis débute avec les Rangers de New York dans le Ligue nationale de hockey en 1945-1946. Au cours de sa deuxième saison dans la LNH, il inscrit plus de vingt buts, performance qu'il réitère lors de la saison 1947-1948. En 1949-1950, Leswick compte quarante-quatre points et est sélectionné dans la seconde équipe d'étoiles de la LNH.
Le 8 juin 1951, il quitte les Rangers pour rejoindre les Red Wings de Détroit en étant échangé contre Gaye Stewart. Lors de la saison suivante, les Red Wings comptent également sur l'arrivée du jeune Alexander Delvecchio pour donner un nouvel élan à l'équipe. Les résultats suivent effectivement puisque l'équipe termine en tête de la LNH. Gordie Howe est  le meilleur pointeur de la ligue avec quatre-vingt-six points et il remporte également son premier trophée Hart en tant que meilleur joueur de la LNH. Dans les buts de l'équipe, Terry Sawchuk est désigné meilleur gardien de la ligue et reçoit le trophée Vézina. Au cours des séries éliminatoires, les Red Wings démontrent qu'ils sont les meilleurs de la LNH puisqu'ils viennent à bout des deux équipes qu'ils rencontrent à chaque fois en quatre matchs et ils mettent la main sur la Coupe Stanley.
En 1953-1954, les Red Wings comptent un sixième titre consécutif de champion de la LNH, le troisième depuis l'arrivée Leswick au sein de l'équipe. Les meneurs de l'équipe sont une nouvelle fois Gordie Howe en attaque, Terry Sawchuk dans les buts et Leonard « Red » Kelly, premier récipiendaire du trophée James-Norris en tant que meilleur défenseur. Lors des séries éliminatoires l'équipe de Détroit élimine celle des Maple Leafs de Toronto en cinq rencontres puis remporte la Coupe Stanley en battant les Canadiens de Montréal en sept rencontres, le dernier match se soldant par une victoire 2-1 des Red Wings grâce à un but en prolongation de Leswick.
Lors de la saison 1954-1955, les Red Wings finissent une nouvelle fois à la première place du classement mais avec seulement deux points d'avance sur les Canadiens de Montréal. Ces derniers étaient en tête quelques matchs avant la fin du calendrier mais à la suite d'une bagarre au cours d'une rencontre contre les Bruins de Boston, la vedette des Canadiens, Maurice Richard, est suspendu pour la fin de la saison et l'ensemble des séries éliminatoires. Les Red Wings remportent le premier tour des séries en éliminant en quatre matchs les joueurs des Maple Leafs puis viennent à bout des Canadiens en finale en sept rencontres pour remporter une nouvelle Coupe Stanley. Le 27 mai 1955, Leswick est échangé aux Black Hawks de Chicago avec Glen Skov, Johnny Wilson et Benny Woit contre Dave Creighton, Gord Hollingworth, John McCormack (en) et Jerry Toppazzini.

## Statistiques
| Saison     | Équipe                 | Ligue      |    | Saison régulière | Saison régulière | Saison régulière | Saison régulière | Saison régulière |    | Séries éliminatoires | Séries éliminatoires | Séries éliminatoires | Séries éliminatoires | Séries éliminatoires |
| Saison     | Équipe                 | Ligue      | PJ | B                | A                | Pts              | Pun              | PJ               | B  | A                    | Pts                  | Pun                  |                      |                      |
| 1941-1942  | Saskatoon Quakers      | SSHL       | 32 | 21               | 21               | 42               | 43               |                  |    |                      |                      |                      |                      |                      |
| 1942-1943  | Barons de Cleveland    | LAH        | 52 | 14               | 26               | 40               | 43               | 4                | 3  | 2                    | 5                    | 4                    |                      |                      |
| 1945-1946  | Rangers de New York    | LNH        | 50 | 15               | 9                | 24               | 26               |                  |    |                      |                      |                      |                      |                      |
| 1946-1947  | Rangers de New York    | LNH        | 59 | 27               | 14               | 41               | 51               |                  |    |                      |                      |                      |                      |                      |
| 1947-1948  | Rangers de New York    | LNH        | 60 | 24               | 16               | 40               | 76               | 6                | 3  | 2                    | 5                    | 8                    |                      |                      |
| 1948-1949  | Rangers de New York    | LNH        | 60 | 13               | 14               | 27               | 70               |                  |    |                      |                      |                      |                      |                      |
| 1949-1950  | Rangers de New York    | LNH        | 69 | 19               | 25               | 44               | 85               | 12               | 2  | 4                    | 6                    | 12                   |                      |                      |
| 1950-1951  | Rangers de New York    | LNH        | 70 | 15               | 11               | 26               | 112              |                  |    |                      |                      |                      |                      |                      |
| 1951-1952  | Red Wings de Détroit   | LNH        | 70 | 9                | 10               | 19               | 93               | 8                | 3  | 1                    | 4                    | 22                   |                      |                      |
| 1952-1953  | Red Wings de Détroit   | LNH        | 70 | 15               | 12               | 27               | 87               | 6                | 1  | 0                    | 1                    | 11                   |                      |                      |
| 1953-1954  | Red Wings de Détroit   | LNH        | 70 | 6                | 18               | 24               | 90               | 12               | 3  | 1                    | 4                    | 18                   |                      |                      |
| 1954-1955  | Red Wings de Détroit   | LNH        | 70 | 10               | 17               | 27               | 137              | 11               | 1  | 2                    | 3                    | 20                   |                      |                      |
| 1955-1956  | Black Hawks de Chicago | LNH        | 70 | 11               | 11               | 22               | 71               |                  |    |                      |                      |                      |                      |                      |
| 1956-1957  | Flyers d'Edmonton      | WHL        | 60 | 22               | 31               | 53               | 107              | 8                | 2  | 1                    | 3                    | 6                    |                      |                      |
| 1957-1958  | Red Wings de Détroit   | LNH        | 22 | 1                | 2                | 3                | 2                | 4                | 0  | 0                    | 0                    | 0                    |                      |                      |
| 1957-1958  | Flyers d'Edmonton      | WHL        | 42 | 10               | 15               | 25               | 46               |                  |    |                      |                      |                      |                      |                      |
| 1958-1959  | Flyers d'Edmonton      | WHL        | 36 | 3                | 13               | 16               | 27               |                  |    |                      |                      |                      |                      |                      |
| 1959-1960  | Canucks de Vancouver   | WHL        | 9  | 3                | 6                | 9                | 0                | 11               | 0  | 1                    | 1                    | 0                    |                      |                      |
| Totaux LNH | Totaux LNH             | Totaux LNH | 40 | 165              | 159              | 324              | 900              | 59               | 13 | 10                   | 23                   | 91                   |                      |                      |

## Trophées et honneurs personnels
- Sélectionné pour jouer les Matchs des étoiles de la LNH : 1947, 1948, 1949, 1950, 1952 et 1954
- Sélectionné dans la seconde équipe d'étoiles de la LNH
- Champion de la Coupe Stanley en 1951-1952, 1953-1954 et 1954-1955 avec les Red Wings de Détroit